# Гирдвайнис, Гедиминас
Гедиминас Гирдвайнис (лит. Gediminas Girdvainis; 19 января 1944, Кретинга, CCCP — 2 июня 2020, Чюкишкес, Тракайский район, Литва) — литовский и советский актёр театра, кино и телевидения.

## Биография
После окончания актёрского факультета Государственной консерватории Литовской ССР, с 1969 по 1970 год — актёр Шяуляйского драматического театра, в 1971—1994 играл на сцене Государственного молодёжного театра Литвы в Вильнюсе. Затем с 1994 — в столичном Малом театре.
Обладая темпераментом и способностями к импровизации, сыграл ряд трагикомических ролей.
В кино снимался с 1968 года.

## Фильмография
- 1968 — Это мгновение — интербригадист
- 1968 — Чувства — дурачок Вальдас
- 1969 — Адъютант его превосходительства — подпоручик контрразведки
- 1969 — Да будет жизнь! — телеоператор
- 1969 — Красавица — эпизод
- 1970 — Вся правда о Колумбе — полицейский Эрнесто пр прозвищу «Малыш», адъютант Падрильо
- 1970 — Мужское лето — часовой Владас
- 1970—1972 — Руины стреляют… — полицай
- 1971 — Маленькая исповедь — спасатель Винцас
- 1971 — Камень на камень — Казялис
- 1972 — Геркус Мантас — Йоган, слуга Хартмута фон Грумбаха
- 1972 — Тадас Блинда — эпизод
- 1973 — Весёлые истории — дирижёр школьного духового оркестра
- 1973 — Счастливый невезучий человек — Бронюс
- 1973 — Полуночник — отец Домаса
- 1974 — Нападение на тайную полицию — предатель Зиедынь
- 1974 — Чёртова невеста — Пинчюкас, чёрт (падший ангел)
- 1975 — Смок и Малыш — Малыш Джек Карсон
- 1976 — Потерянный кров — работник милиции Жакайтис
- 1976 — Приключения Калле-сыщика — дядя Эйнар
- 1977 — Ореховый хлеб — нотариус
- 1977 — Цену смерти спроси у мёртвых — Бруно (дублировал Б. Аракелов)
- 1978 — Маркиз и пастушка — Пьер
- 1978 — Жизнь Бетховена — свидетель на конгрессе
- 1978—1979 — Лицо на мишени — Левер, управдом Гука
- 1980 — Миллионы Ферфакса — сержант Фицджеральд, помощник инспектора Галлета
- 1980 — «Мы наш, мы новый…» (Фильм 1 Государственная граница) — беженец
- 1980 — Рассказы о любви — барин Сергей Семёнович
- 1980—1988 — Государственная граница — Йозеф Мырд
- 1981 — Игра без козырей — лейтенант милиции
- 1981 — Сильное чувство (фильм-спектакль)
- 1982 — Богач, бедняк — Дуайер (3 и 4 серии)
- 1982 — Личная жизнь Деда Мороза — актёр Роберт Силиньшс
- 1982 — Мальчишки — эпизод
- 1983 — Лунная радуга — Грижас
- 1983 — Парижская драма — Пьер Данье
- 1983 — Полёт через Атлантический океан — Юргис-Джордж
- 1983 — Провал операции «Большая медведица» — Молчун
- 1984 — Володькина жизнь (2-я серия)— Евгенов
- 1984 — Груз без маркировки — стюард, «Раджа»
- 1984 — Этот фантастический мир. Выпуск 8 (фильм-спектакль) — врач-учёный Креб
- 1984 — Тревожных симптомов нет
- 1985 — Чужой случай — Броканс, отец Стаси
- 1986 — Звездочёт — Дитрих
- 1986 — Покушение на ГОЭЛРО — Франц Фишер
- 1986 — Секретный фарватер — механик Готлиб (в титрах "Л.Гирдвайнис")
- 1986 — Пятрас Курмялис — Горис
- 1987 — Конец вечности — Купер
- 1988 — Государственная граница. Фильм 7. Солёный ветер — Йозеф Мырд, агент Августа
- 1988 — Любовь к ближнему — Второй джентльмен
- 1989 — Охота на единорога — немецкий офицер, комендант летной школы
- 1989 — Осень приходит лесами — Лауринас
- 1990 — Взгляд змия — эпизод
- 1990 — Неизвестные страницы из жизни разведчика — подполковник Химмель
- 1991 — Сексказка — режиссёр
- 1992 — Сердца трёх — Мариано Веркара, начальник полиции Сан-Антонио
- 1992 — Разбитый кувшин / Sukultas ąsotis (фильм-спектакль) — Лихт
- 1993—1997 — Родня / Giminės — Йогайла
- 1994 — В раю тоже идёт снег / Rojuje irgi sninga
- 1996 — Год собаки (короткометражный)
- 1997 — Есть ли Венеция? / Ar yra Venecija? — могильщик
- 1997 — Лунная Литва / Mėnulio Lietuva — Раполас Пульмонас
- 1998 — Астролог
- 1998 — Библия бедняков / Vargšų Biblija
- 1998—2000 — Поросль / Atžalos — Йогайла, железнодорожник
- 2002—2005 — Дапкусы и Буткусы / Dapkai ir Butkai
- 2003 — Литовский транзит — Моцкус
- 2008 — Вызов / Defiance — эпизод
- 2008 — Дрессировщик жуков / Vabzdziu dresuotojas (документальный)
- 2008 — Ледяной поцелуй
- 2010 — Мой любимый враг / Mano mylimas prieše — Миколас
- 2010 — Мой любимый враг-2 / Mano mylimas prieše-2 — Миколас
- 2011 — Родня 20 лет спустя / Giminės po 20 metų — Йогайла, железнодорожник
- 2013 — Лето в Наяйсяй-4 / Naisių vasara-4 — Изидорюс

## Награды
- 2004 — Офицерский крест ордена Витаутаса Великого
- 2007 — Премия Правительства Литовской Республики в области культуры и искусства[1]